# كارلوس توماس
كارلوس توماس (بالإسبانية: Carlos Tomás Ferrer)‏ (18 مايو 1988 بإيبيزا في إسبانيا - ) هو لاعب كرة قدم إسباني في مركز الدفاع. لعب مع بونفيرادينا ونادي فياريال ونادي فياريال ب ونادي بينيا ديبورتيفا وArroyo CP ‏ وAtlético Levante UD ‏ ونادي أوندا.

## وصلات خارجية
- كارلوس توماس على موقع قاعدة بيانات كرة القدم.إي يو (الإنجليزية)
- كارلوس توماس على موقع Soccerway.com (الإنجليزية)